# Fabrasia wheeleri
Fabrasia wheeleri is een keversoort uit de familie klopkevers (Ptinidae). De wetenschappelijke naam van de soort werd in 1966 gepubliceerd door Lawrence & Reichardt.